# TechShop
TechShop est une enseigne de makerspace, ouverts au public, créée en 2006 par Jim Newton à Menlo Park en Californie qui voulait créer pour les « makers » californiens un tiers-lieu propice à la créativité et au travail collaboratif,.

## Historique
Le premier atelier a été ouvert le 1er octobre 2006 et l'enseigne compte en janvier 2016 huit ateliers répartis sur le territoire des États-Unis d'Amérique.
Le 2 novembre 2015, Leroy Merlin (groupe Adeo) a inauguré son premier atelier de fabrication numérique implanté en France, dans le cadre d'un partenariat avec l'entreprise américaine. Le 3 mai 2017, un second Makerspace associant un espace de cotravail et de formation, ainsi qu'un fablab été ouvert à Lille, le plus grand d'Europe en superficie (2 400 m2) sur le site d’EuraTechnologies. Le 1er décembre 2017, un troisième Makerspace ouvre à Station F.
Le 15 novembre 2017, la société TechShop a annoncé qu'elle fermait son activité aux États-Unis (en invoquant le « Chapter 7 bankruptcy »)  à la suite de difficultés financières et annonce par ailleurs que son Business modèle n'est pas viable. Cette fermeture ne concerne pas les entités en dehors des États-Unis.
Le 30 novembre 2020 le Techshop de Paris ferme. Celui de Lille est repris par l'université.